# Maestro dell'Altare di Rajhrad
Maestro dell'Altare di Rajhrad (Olomouc o Brno, prima del 1420 – ...) è il nome convenzionale dato a un anonimo pittore attivo in Boemia.
L'artista, probabilmente d'origine morava, deve il suo nome all'Altare, proveniente dalla chiesa di San Maurizio di Olomouc, successivamente smembrato e con le sei tavole superstiti raccolte a Rajhrad con temi tratta dalla Passione e dalla Leggenda della Croce, realizzato prima del 1420.
Il Trasporto della Croce e la Crocefissione sono di sua mano, mentre gli altri episodi mostrano l'intervento della sua bottega. Si attribuiscono alla bottega del pittore: la tavola di Náměšť; realizzata dopo il 1420 e ora conservata a Brno; e l’Altare di san Giacomo del 1430 circa, smembrato e diviso tra Praga, Brno, Vienna e Norimberga.

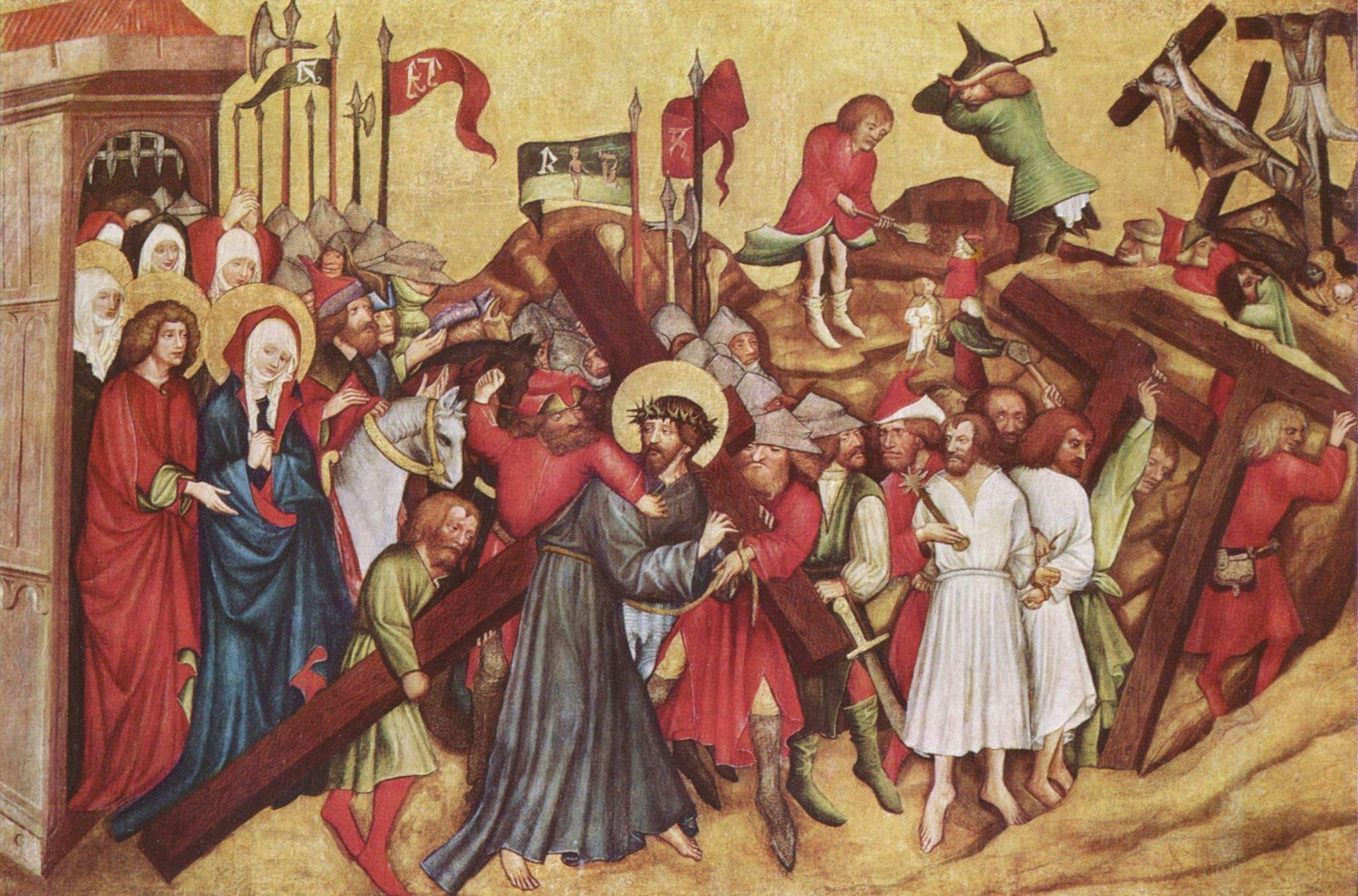
Crocefissione, Brno, Moravské Muzeum.